# Воробжанский сельсовет
Воробжа́нский сельсовет — муниципальное образование со статусом сельского поселения в Суджанском районе Курской области Российской Федерации.
Административный центр — село Воробжа.
На территории сельсовета находится природы регионального значения Клюквенное озеро.

## История
Статус и границы сельсовета установлены Законом Курской области от 21 октября 2004 года № 48-ЗКО «О муниципальных образованиях Курской области».

## Население
| 2002 | 2010 | 2012 | 2013 | 2014 | 2015 | 2016 |
| ---- | ---- | ---- | ---- | ---- | ---- | ---- |
| 1166 | ↘841 | ↘818 | ↘806 | ↘800 | ↘793 | ↘790 |
| 2017 | 2018 | 2019 | 2020 | 2021 |      |      |
| ↘779 | ↘756 | ↗762 | ↗764 | ↘695 |      |      |

## Состав сельского поселения
| № | Населённый пункт | Тип населённого пункта       | Население |
| - | ---------------- | ---------------------------- | --------- |
| 1 | Воробжа          | село, административный центр | ↘251      |
| 2 | Нижнемахово      | село                         | ↘238      |
| 3 | Осипова Лука     | деревня                      | ↘113      |
| 4 | Семеновка        | деревня                      | ↘69       |
| 5 | Чёрный Олех      | село                         | ↘170      |